# 한국에너지기술평가원
한국에너지기술평가원(韓國-技術評價院, Korea Energy Technology Evaluation and Planning)은 산업통상자원부 산하 위탁집행형 준정부기관이다.